# Reinaldo de Courtenay
Reinaldo de Courtenay (em francês: Renaud/Reginald; c. 1100 - 27 de setembro de 1194) foi um nobre medieval francês da Casa de Courtenay, que foi para a Inglaterra, para Sutton, Berkshire.
É considerado o fundador da família inglesa Courtenay, de que derivaram os Condes de Devon em 1335. 
Apesar de ter recebido o título de Senhor de Courtenay e de ter participado na Segunda Cruzada junto com o rei Luís VII de França, teve um forte atrito com este rei, ao ponto de este lhe tomar as suas possessões em França e as dar junto com a filha de Reinaldo de Courtenay de Isabel de Donjon ao seu irmão mais novo, Pedro de França (c. 1165 - 1217), que desde então se tornou conhecido como Pedro II de Courtenay. 
Ele foi criado como Senhor de Sutton desde 1161. Em 1172 acompanhou o rei Henrique II de Inglaterra na expedição Irlandesa ao Condado de Wexford.

## Relações familiares
Ele era o filho de Miles de Courtenay (1083 - 1127) e de Ermengarda de Nevers (1073 - 1100), filha de Reinaldo II de Nevers (1055 - 5 de outubro de 1089) e de Inês de Beaugency.
Casou por duas vezes:
O primeiro casamento foi com Hawise de Donjon, (1110 - 1153) filha de Frederico de Donjon e de Corbeil, irmã de Guido du Donjon, que foi herdeira do baronato feudal Inglês de Okehampton, em Devon, e de quem teve:
1. Helvide de Courtenay casada com Alwalon de Seignelay.
2. Reinaldo II de Courtenay acompanhou o Rei Henrique II da Inglaterra na Expedição Irlandesa a Wexford . Ele se casou com Hawise de Courcy (m.1219), herdeira da baronia feudal de Okehampton em Devon, e meia-irmã da segunda esposa de seu pai, Maud du Sap. Através do casamento, ele adquiriu o Castelo de Okehampton, com descendência.
3. Roberto (? - 1206/1209), foi, segundo o Barão Sutton de Berkshire, o Xerife de Cumberland, e o ancestral do ramo extinto da Courtenay Sutton, casado com  Maud FitzUrse, com descendência e segunda esposa Alice de Romley, de Allerdale e Cockermouth,  sem descendência.
4. Egeline de Courtenay casada com Gilberto Basset. com descendência
5. Isabel de Courtenay (? n. 1127 - d. setembro 1205), que foi dado em casamento pelo rei francês Luís VII (m.1180) a seu irmão mais novo, Pedro da França (m. 1183), que passou a ser conhecido como "Pedro I de  Courtenay".[5]

O segundo casamento foi com Maud FitzRobert, Dame du Sap, filha de Roberto de FitzEdith, Barão de Okehampton (? - 1172) e filho ilegítimo de Henrique I de Inglaterra com Edite FitzForne, deste casamento nasceu:
1. Henrique (? - antes de 1231).